# Comala (gemeente)
Comala  is een gemeente in de Mexicaanse deelstaat Colima. De hoofdplaats van Comala is Comala. Comala heeft een oppervlakte van 254 km² en 19.495 inwoners (census 2005).
De voornaamste dorpen in de gemeente zijn Suchitlan, La Caja en El Remate.
Armería · Colima · Comala · Coquimatlán · Cuauhtémoc · Ixtlahuacán · Manzanillo · Minatitlán · Tecomán · Villa de Álvarez